# Râul Mărsinetul de Jos
Râul Mărsinetul de Jos este un curs de apă, afluent al râului Mureș în Defileul Toplița-Deda.  

## Hărți
- Harta Județul Harghita
- Harta Munții Gurghiu  Arhivat în 25 iulie 2011, la Wayback Machine.